# Термеська єпархія
Єпархія Термессоса (на латині Dioecesis Termessensis) - закрита кафедра Константинопольського патріархату та титульна кафедра католицької церкви.

## Історія

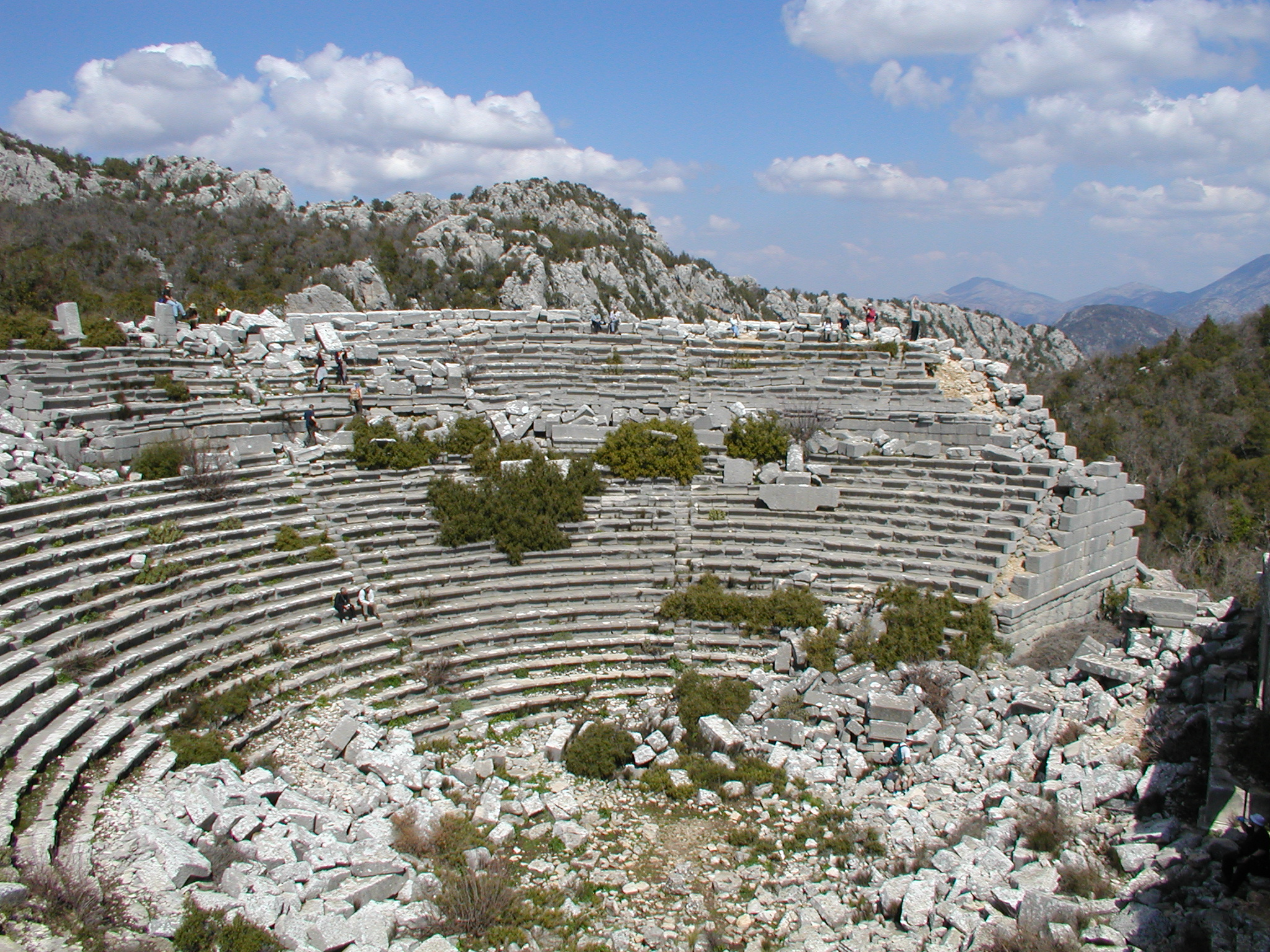
Залишки театру Термессоса.

Термессос, який можна ототожнити з руїнами на горі Гюллюк Дагі в нинішній Туреччині, є стародавнім єпископським престолом римської провінції Памфілія Другої в цивільній єпархії Азії. Вона входила до Константинопольського патріархату і була суфраганною архієпархії Перге.
Єпархія з назвою Тельмессо описана в Notitiae Episcopatuum Константинопольського патріархату до ХІІ століття.
Відомі чотири єпископи цієї стародавньої єпархії. Єврезій (Еврезій) брав участь у першому Вселенському соборі, який відбувся в Нікеї в 325 році. Тимофій задокументований декілька разів протягом 431 року; зокрема, він був серед батьків Ефеської ради, під час якої мав певну важливу роль, коли був частиною делегації, посланої наказати Іоанну Антіохійському з'явитися перед соборними зборами. 22 листопада 448 р. під час засідання постійного Константинопольського синоду сабінійський єпископ підписав засудження ченця Євтихія, прихильника монофізитських тез. Нарешті, єпископ Аусенцій підписав у 458 році лист єпископів Памфілії Другого до імператора Лева I після смерті патріарха Протерія Александрійського: цим листом єпископи затвердили Халкедонський собор і вважали обрання Тимофія як патріарха Александрійського недісним.
Джерела свідчать, що в першій половині V століття Термессос був об'єднаний з єпархією Евдокіади; фактично на соборі в Ефесі 431 р. та на синоді 448 р. єпископи Тимофій і Сабініано представили себе як єпископи Термесі та Євдокіадіс.
З ІХ століття Термессо вважався одним з титульних єпископських престолів Католицької Церкви; місце було вакантним з 25 травня 1981 року.

## Хронотаксис

### Грецькі єпископи
- Єврезій † (згадується в 325 р.)
- Тимофій † (згадується 431 р.)
- Сабініан † (згадується в 448 р.)
- Аусенцій † (згадується в 458 р.)

### Титулярні єпископи
- Луїджі Кальза, SX † (помер 18 вересня 1911 - 27 жовтня 1944)
- Стефан Йозеф Марія Магдалена Куйперс, Радемпторист † (8 лютого 1946 — 7 травня 1958 призначений єпископом Парамарібо)
- Адольф Фюрстенберг, білий отець † (11 грудня 1958 — 25 квітня 1959 призначений єпископом Аберкорна)
- Онорато П'азера, SCI † (11 липня 1959 - 14 грудня 1961 призначений єпископом Нового Ігуасу)
- Хосе Мігель Медіна † (9 червня 1962 — 8 вересня 1965 призначений єпископом Жужуя)
- Німе Сіман † (помер 21 вересня 1965 - 25 травня 1981)

## Примітка
1. ↑   Jean Darrouzès, Notitiae episcopatuum Ecclesiae Constantinopolitanae. Texte critique, introduction et notes, Paris, 1981, indice p. 515, voce Telmèssos, Pamphylia.
2. ↑   Destephen, Prosopographie du diocèse d'Asie, pp. 452-453.
3. ↑   Destephen, Prosopographie du diocèse d'Asie, pp. 932-934.
4. ↑   Destephen, Prosopographie du diocèse d'Asie, pp. 839-840.
5. ↑   Destephen, Prosopographie du diocèse d'Asie, pp. 185-186.
6. ↑   Destephen, Prosopographie du diocèse d'Asie, pp. 839, 933.

## Зовнішні посилання
- (англ.) La sede titolare nel sito di www.catholic-hierarchy.org
- (англ.) La sede titolare nel sito di www.gcatholic.org